# Portrait d'Élisa Bonaparte
Le Portrait d'Élisa Bonaparte est un tableau de la peintre française Marie-Guillemine Benoist réalisé en 1806. Commandé par la sœur de Napoléon Ier dans un but de propagande politique, il a été attribué jusqu'au milieu du XXe siècle à d'autres portraitistes officiels. Il fait partie des collections de la pinacothèque du Musée national du palais Mansi.  

## Histoire
Le tableau a été attribué à différents artistes, au fil du temps, malgré le monogramme de la peintre et l'année de réalisation que l'on peut lire en bas vers la gauche.
Le premier peintre à être considéré comme l'auteur de cette œuvre fut Robert Lefèvre, par l'historien de l'art Paul Marmottan en 1886. Ce même historien attribue en 1901 le portrait de la sœur de Napoléon à deux autres peintres : d'abord à Stefano Tofanelli, puis à Guillaume Guillon Lethière, ce dernier ayant peint en 1806, tout comme Marie-Guillemine Benoist, un portrait de la princesse française.

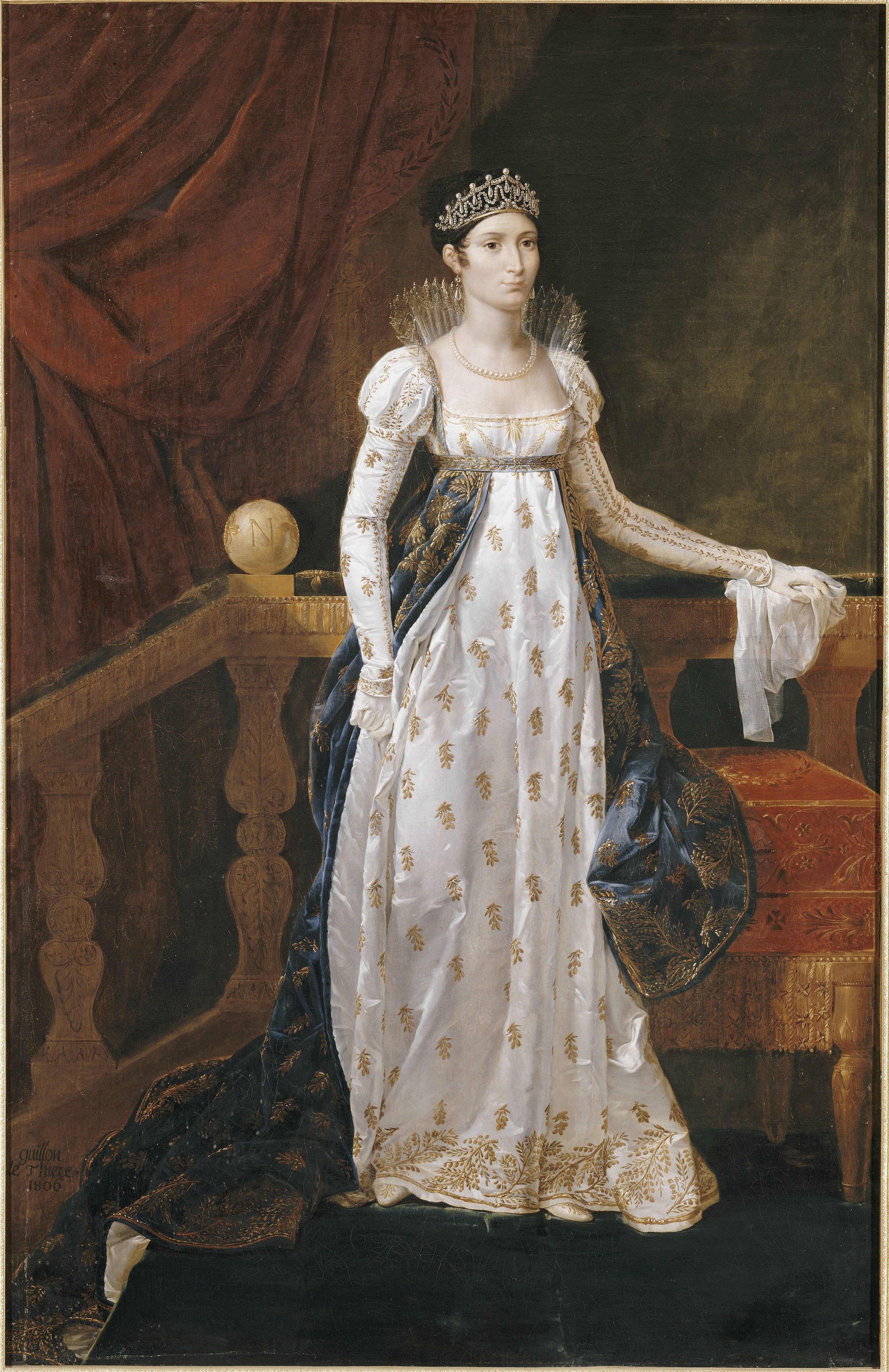
Guillaume Guillon Lethière, Élise Bonaparte, 1806, Château de Versailles

Malgré cela, l'attribution à Stefano Tofanelli est considérée comme probable et conserve une certaine crédibilité jusqu'en 1964. C'est à l'archiviste et biographe Eugenio Lazzareschi (it) que l'on doit, en 1929, l'attribution du portrait de Maria Anna Bonaparte, dite Élisa, à Marie Guillemine Benoist. Ce tableau a été commandé par la princesse, avec l'intention d'en faire un outil de propagande napoléonienne. 
Il est conservé, sous le numéro d'inventaire 207 741 935 au musée du Palais Mansi de Lucques.

## Description
Élisa Bonaparte est représentée dans un ensemble d'éléments liés au Premier Empire français, dont le premier est la robe, qui est la même que celle portée lors du couronnement de son frère, l'empereur Napoléon Ier en 1804. Cette robe, tout comme les gants, est ornée de broderies dorées sur soie blanche avec un décolleté orné de dentelle. Autour de la robe, un manteau de velours, de couleur pourpre, est également brodé de motifs dorés. Le majestueux diadème domine la tête de la souveraine, et ses yeux noirs sont mis en valeur par les grosses boucles d'oreilles en perles qu'elle porte aux oreilles.
Le fauteuil sur lequel est assise la princesse, de manière gracieuse, dévoile un accoudoir en forme de cygne, animal cher à l'Empire français et symbole de la pureté des idées. À côté d'elle se trouve une grande amphore dont la panse est sculptée. Elle contient des chrysanthèmes blancs. 